# 原正夫
原 正夫（はら まさお、1943年（昭和18年）12月1日 - ）は、日本の政治家。郡山市長（2期）、福島県議会議員（4期）を務めた。存命中の最年長で最古参の郡山市長経験者である。

## 略歴
福島県郡山市出身。郡山市立橘小学校、郡山市立郡山第三中学校、福島県立安積高等学校卒業。1966年、明治大学商学部商学科卒業。
青年会議所での活動を経て、1981年、郡山市議会議員選挙に初当選し2期務める。
1991年、福島県議会議員選挙に初当選。2003年に4期目の当選を果たす。県議時代は自民党に所属した。
2005年4月10日執行の郡山市長選挙に無所属で立候補。前自民党県議の佐藤憲保も立候補したため保守分裂選挙となった。佐藤憲保、元病院事務長の諸橋泰夫、日本共産党地区委員長の佐藤克朗の3候補を破り初当選した。
※当日有権者数：人 最終投票率：57.43%（前回比：pts）
| 候補者名 | 年齢 | 所属党派   | 新旧別 | 得票数   | 得票率 | 推薦・支持 |
| -------- | ---- | ---------- | ------ | -------- | ------ | ---------- |
| 原正夫   | 61   | 無所属     | 新     | 69,565票 | 47.39% |            |
| 佐藤憲保 | 50   | 無所属     | 新     | 43,829票 | 29.85% |            |
| 諸橋泰夫 | 42   | 無所属     | 新     | 28,590票 | 19.47% |            |
| 佐藤克朗 | 50   | 日本共産党 | 新     | 4,823票  | 3.29%  |            |

2009年4月12日執行の郡山市長選挙に自民党の根本匠衆議院議員の支援を受けて立候補。民主党の増子輝彦参議院議員の支援を受けた元郵政審議官の品川萬里を破り再選した。民主党はこの選挙では自主投票を選んだ。
※当日有権者数：262,022人 最終投票率：51.54%（前回比：－5.89pts）
| 候補者名 | 年齢 | 所属党派 | 新旧別 | 得票数   | 得票率 | 推薦・支持 |
| -------- | ---- | -------- | ------ | -------- | ------ | ---------- |
| 原正夫   | 65   | 無所属   | 現     | 72,235票 | 54.05% |            |
| 品川萬里 | 64   | 無所属   | 新     | 61,401票 | 45.95% |            |

2013年4月14日執行の郡山市長選挙に自民党・公明党の推薦を受けて立候補するも、前回下した品川萬里に敗れた。
※当日有権者数：59,088人 最終投票率：45.01%（前回比：－6.53pts）
| 候補者名 | 年齢 | 所属党派 | 新旧別 | 得票数   | 得票率 | 推薦・支持             |
| -------- | ---- | -------- | ------ | -------- | ------ | ---------------------- |
| 品川萬里 | 68   | 無所属   | 新     | 61,468票 | 53.32% |                        |
| 原正夫   | 69   | 無所属   | 現     | 53,812票 | 46.68% | （推薦）自民党・公明党 |

## 市政・人物
- 2011年3月11日に発生した東日本大震災では郡山市災害対策本部長を務めた[7]。
- 2017年秋の叙勲で旭日中綬章を受章。
- 2018年に藤森英二が死去したことにより、最年長で最古参の郡山市長経験者となった。